# Molí Nou (la Molsosa)
El Molí Nou és una obra de la Molsosa (Solsonès) inclosa a l'Inventari del Patrimoni Arquitectònic de Catalunya.

## Descripció
Molí d'una sola planta amb coberta de volta de canó de 5,5 per 3,5 metres. Aqui s'hi veu el parament de la mola, sembla una construcció més antiga que la documentada de l'any 1748, la qual deu correspondre a una reconstrucció. Val a dir que el seu cacau és quadrat i diferent dels que es poden trobar en aquestes contrades. L'aigua era reaprofitada per un altre molí que hi havia a frec seu.